# Just One Love
Just One Love è il quarantatreesimo album in studio del cantante di musica country statunitense Willie Nelson, pubblicato nel 1995.

## Tracce
1. Just One Love (Kimmie Rhodes) - 4:03
2. Each Night at Nine (Floyd Tillman) - 2:21
3. This Cold Cold War with You (Floyd Tillman) - 2:52
4. Better Left Forgotten (Chip Young) - 3:05
5. It's a Sin (Fred Rose, Zeb Turner) - 2:02
6. Four Walls (George Campbell, Marvin Moore) - 4:12
7. Smoke! Smoke! Smoke! (That Cigarette) (Merle Travis, Tex Williams) - 2:54
8. I Just Drove By (Kimmie Rhodes) - 4:12
9. Cold, Cold Heart (Hank Williams) - 3:10
10. Bonaparte's Retreat (Pee Wee King, Redd Stewart) - 2:07
11. Alabam (Lloyd "Cowboy" Copas) - 2:38
12. Eight More Miles to Louisville (Louis "Grandpa" Jones) - 2:16